# Does It End Right? (film 1914)
Does It End Right? è un cortometraggio muto del 1914 diretto da Sydney Ayres.

## Produzione
Il film fu prodotto dall'American Film Manufacturing Company.

## Distribuzione
Distribuito dalla Mutual, il film - un cortometraggio in una bobina - uscì nelle sale cinematografiche degli Stati Uniti il 29 luglio 1914.